# Факултет политичких наука и међународних студија Универзитета у Варшави
Факултет политичких наука и међународних студија Универзитета у Варшави, (оригинални назив на пољском језику: Wydział Nauk Politycznych i Studiów Międzynarodowych Uniwersytetu Warszawskiego, скраћено (WNPiSM UW)) је факултет Универзитета у Варшави. Академско окружење факултета чини преко 180 истраживачких радника, око 3.500 студената и 100 студената докторских студија. Већ годинама држи прво место у Пољској у својим наставним областима. Рејтинг Факултета на међународним ранг листама такође расте из године у годину.
У периоду 1975–2016 године деловао је као Факултет новинарства и политичких наука Универзитета у Варшави (оригинални назив на пољском језику:Wydział Dziennikarstwa i Nauk Politycznych Uniwersytetu Warszawskiego (UW)).

## Студијски програми
Факултет политичких наука и међународних студија Универзитета у Варшави нуди следећа поља студија у различитим модовима:
Политичке науке
- Међународни односи
- Социјална политика
- Европске студије
- Унутрашња безбедност
- Организовање тржишта рада

И смерови на енглеском језику:
Политичке науке
- Међународни односи
- Европска политика и економија

## Историјат факултета
Историја Универзитета у Варшави датира од 1816. године. Сто година касније, тачније 1917. године, у оквиру Универзитета је основана прва Школа политичких наука. Порекло садашњег Факултета може се наћи у Институту политичких наука, који је основан 1967. године у склопу Филозофског факултета. Године 1975. основан је Факултет новинарства и политичких наука, који је временом проширио област истраживања на међународне односе, социјалну политику, европске студије и унутрашњу безбедност. Године 2016. научници повезани са новинарством напустили су факултет, што је резултирало променом назива у садашњи. Од 2019. године овај факултет послује у новој структури. У оквиру њега је основано 15 истраживачких одељења и 2 истраживачка центра. Удружење дипломаца политичких наука Варшавског универзитета ради на Факултету од 2017. године.

## Седиште факултета
Годинр 2017. факултет се преселио у историјску, обновљену зграду Аудиторијума у централном кампусу Универзитета у Варшави. У реновираној згради смештене су канцеларије управе факултета и учионице. Највећи од њих – проф. Аула. Јан Бачкиевича - има 152 места и један је од најмодернијих простора овог типа на Универзитету у Варшави. Поред тога, зграда укључује, између осталог: лабораторија за истраживање фокуса опремљена једносмерним огледалом.
Поред зграде Аудиторијума, простори Факултета се налазе и у Палати Замојски у ул. Нови Свиат 67 и 69 (бивши Институт политичких наука и бивши Институт за социјалну политику), у згради у ул. Краковские Прзедмиесцие 3 (бивши Институт за европске студије) и ул. Зуравиа 4 (бивши Институт за међународне односе). У згради у ул. Нови Свиат 69 се налази и факултетска библиотека.
Наставна настава за студенте и докторанде Факултета одржава се иу згради бивше Библиотеке Варшавског универзитета (познат као стари БУВ).